# کیرا (شخصیت جنگ ستارگان)
کیرا (انگلیسی: Qi'ra)شخصیتی داستانی در جنگ ستارگان است. او برای اولین بار در فیلم سولو: داستانی از جنگ ستارگان به‌عنوان معشوقه سابق هان حضور می‌یابد.

## شخصیت

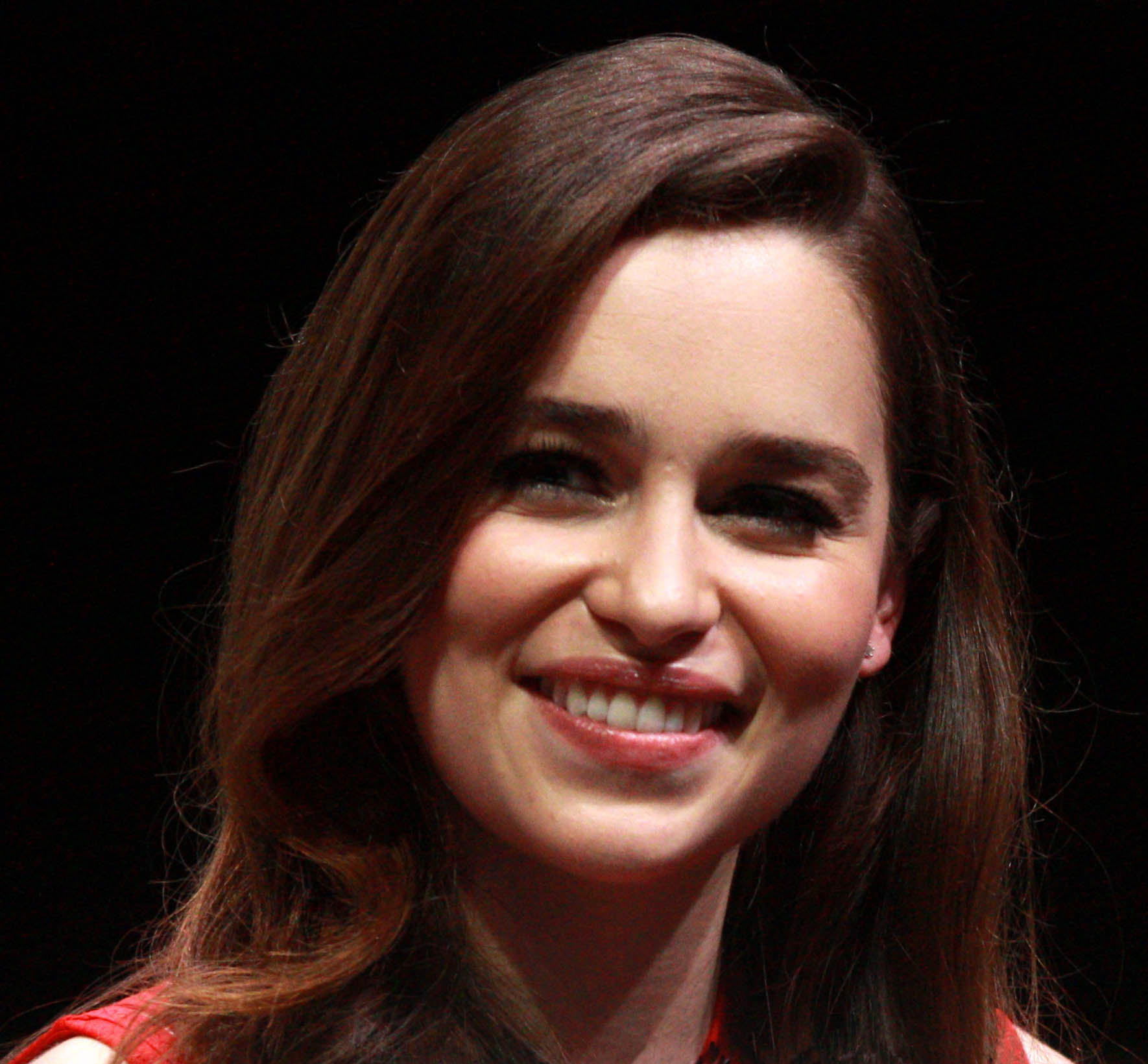
امیلیا کلارک در کامیک کان بین المللی سن دیگو ۲۰۱۳ در سن دیگو، کالیفرنیا.

امیلیا کلارک شخصیت او را اینگونه توصیف کرد: «او دارای دو جنبه است. اما در اصل او برای زنده ماندن می‌جنگد. اگر شما در یک محیط کثیف یک بانوی واقعاً دلربا داشته باشید، شما از وجود این دلربایی در این مسیر خشن مطمئن هستید.» کلارک با توجه به رابطه اش با سولو گفت: «آن دو اساساً به عنوان دوستان اصلی هم بزرگ شدند. همچنین آنها به عنوان شرکای جرم و جنایت بزرگ شدند. بدیهی است که از لحاظ عاشقانه چیزهایی وجود داشته باشد. به هر حال آن دو باهم رشد کردند و از کودکی با هم بودند.»